# 随筆春秋賞
随筆春秋賞（ずいひつしゅんじゅうしょう）は、日本の公募文学賞。ジャンルは、エッセイ。
エッセイを対象とした文学賞では、ほかに文芸思潮エッセイ賞、小諸・藤村文学賞などがある。
エッセイは、日本では著名な作家や有名人の副業と見られる傾向があるが、本来は、俳句、和歌、現代詩、小説など並ぶ、文芸のひとつの分野である。

## 概要
創立30周年を迎える随筆春秋の公募の文学賞である。ジャンルは、エッセイ。
題材やテーマは自由で、年齢制限はない。規定枚数は、400字詰めで5枚程度。
優秀賞が1名、佳作が若干名、入選が20名程度選出される。
応募総数は、毎年400本を上回り、コロナ禍の2020年度は、1000本にせまる勢いだった。2022年度には低調だった前年をはるかに上回る、627本の応募があった。
2023年度は、888本であった。2024年度は、879本。
入選以上の作品の一部は、定期発刊の同人誌 随筆春秋で読むことができる。
第1回優秀賞に太田幸昌、第16回優秀賞に手塚崇、第22回最優秀賞（当該年度限りの特別賞）に佐藤茂男、第25回優秀賞に福岡完など。
第8回優秀賞の近藤健は、経歴20年以上のサラリーマンエッセイストとして活躍中で、現在、随筆春秋の代表を務めている。
第11回佳作の濱本久子については、随筆春秋や土曜美術出版販売などから、エッセイ集や詩集が多数出版されている。

## 佐藤愛子奨励賞の新設
随筆春秋において、2020年から、佐藤愛子奨励賞が新設された。直木賞作家佐藤愛子の名前を冠した文学賞で、本賞（随筆春秋賞）とは独立した賞である。
ただし、佐藤愛子奨励賞も随筆春秋賞応募作品から選出される。別途応募の必要はない。
佐藤愛子がこれはと思う作品、作品としては不完全だが期待を持てる作品などに与えられる。
したがって、本賞（随筆春秋賞）と重複しての受賞や、本賞（随筆春秋賞）では選外の作品が受賞することもある。
佐藤愛子は随筆春秋の指導者を30年近く務めている。2023年には、第4回佐藤愛子奨励賞が決定した。

## 随筆春秋賞の求める作品

### 人間を書くこと
1. 自分、家族、友人、知人、誰でもよいが、テーマは人間で。
2. 表面的なことや日時、数値よりも、内面重視で。
3. 立派な面だけでなく、愚かさや儚さも、そのまま書く。

### 読者に伝える努力をする
1. わかりやすい言葉で、可能な限り常用漢字を使用する。
2. 比喩も用いて、読者が頭の中にくっきり映像を描けるように。
3. 読者の琴線にふれることができれば成功。

### 自分が「私」として登場すること
1. テーマとしては別の人が主人公でも、自分と関わった部分を書くこと。
2. 「私」以外の一人称を使う場合は、読者が感情移入できるか注意すること。
3. 自分がほとんど登場しない作品は、訴える力が弱いと考えること。

## 選考委員

### 2023年現在
- 佐藤愛子（直木賞作家/ 代表作『戦いすんで日が暮れて』『血脈』『晩鐘』）
- 竹山洋（脚本家・小説家/ 代表作 NHK大河ドラマ『秀吉』『利家とまつ〜加賀百万石物語〜』）
- 中山庸子（エッセイスト/ イラストレイター）
- 近藤健（会社員・エッセイスト/  同人誌随筆春秋 代表）
- 池田元（一般社団法人随筆春秋 代表理事）

### 過去の選考委員
- 堀川とんこう（演出家・プロデューサー・映画監督/ 代表作 TBSドラマ『岸辺のアルバム』）
- 布施博一（脚本家/ 代表作『熱中時代』『たけしくん、ハイ!』『純ちゃんの応援歌』『天までとどけ』）
- 早坂暁[14]（脚本家・小説家/ 代表作『天下御免』『夢千代日記』『花へんろ』『ダウンタウン・ヒーローズ』）
- 斎藤信也（元朝日新聞記者で同人誌 随筆春秋の元主宰者[15]。東京大学卒）
- 北杜夫[16]（小説・エッセイスト・精神科医/ 代表作『どくとるマンボウ航海記』『楡家の人びと』）
- 金田一春彦[17]（日本の言語学者・国語学者）

（※太字は、存命人物）

## 主な関係者一覧
- 堀川とし（実業家、随筆春秋創設者）[18]
- 堀川とんこう（演出家、プロデューサー）[18]
- 高木凛（脚本家）[18]
- 斎藤信也（元朝日新聞記者、元随筆春秋代表）[18]
- 斎藤智子（元朝日新聞記者、皇室担当）[18]
- 佐藤愛子（直木賞作家）[18]
- 遠藤周作（芥川賞作家）[18]
- 金田一春彦（言語学者、国語学者）[18]
- 早坂暁（脚本家）[18]
- 北杜夫（芥川賞作家）[18]
- 布勢博一（脚本家）[18]
- 竹山洋（脚本家）[18]
- 中山庸子（エッセイスト、イラストレイター）[18]

### 事務局
- 近藤健（随筆春秋 代表）[18]
- 池田元（随筆春秋 代表理事）[18]
- 正倉一文（随筆春秋 事務局長）[18]

　（太字｜存命人物）

## ギャラリー｜現在の主な選考委員

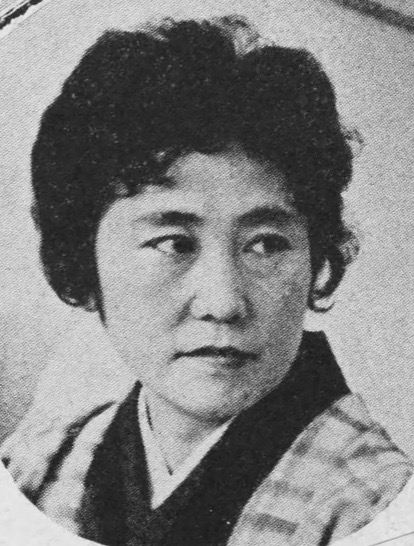
直木賞作家 佐藤愛子｜佐藤愛子奨励賞唯一の審査員でもある。2023年満100歳。
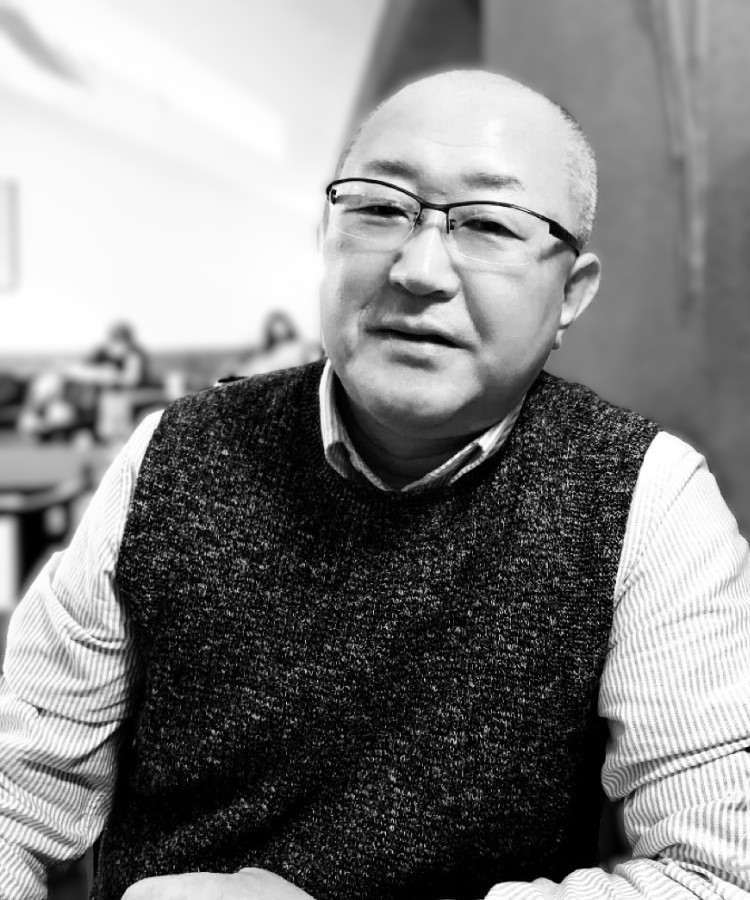
近藤 健｜随筆春春秋 代表｜一般社団法人 随筆春秋 理事｜エッセイスト。
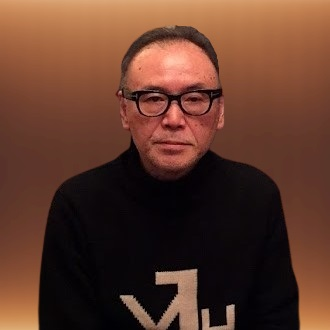
脚本家 竹山 洋｜日本を代表する脚本家。2023年4月惜しまれつつ逝去。
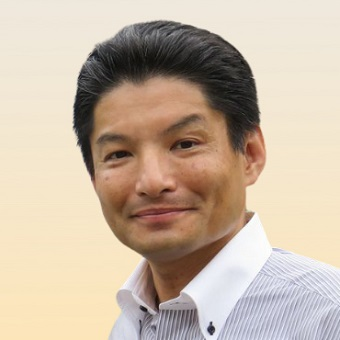
池田 元｜一般社団法人随筆春秋 代表理事｜会社経営者｜人材育成コーチ。

## 関連項目

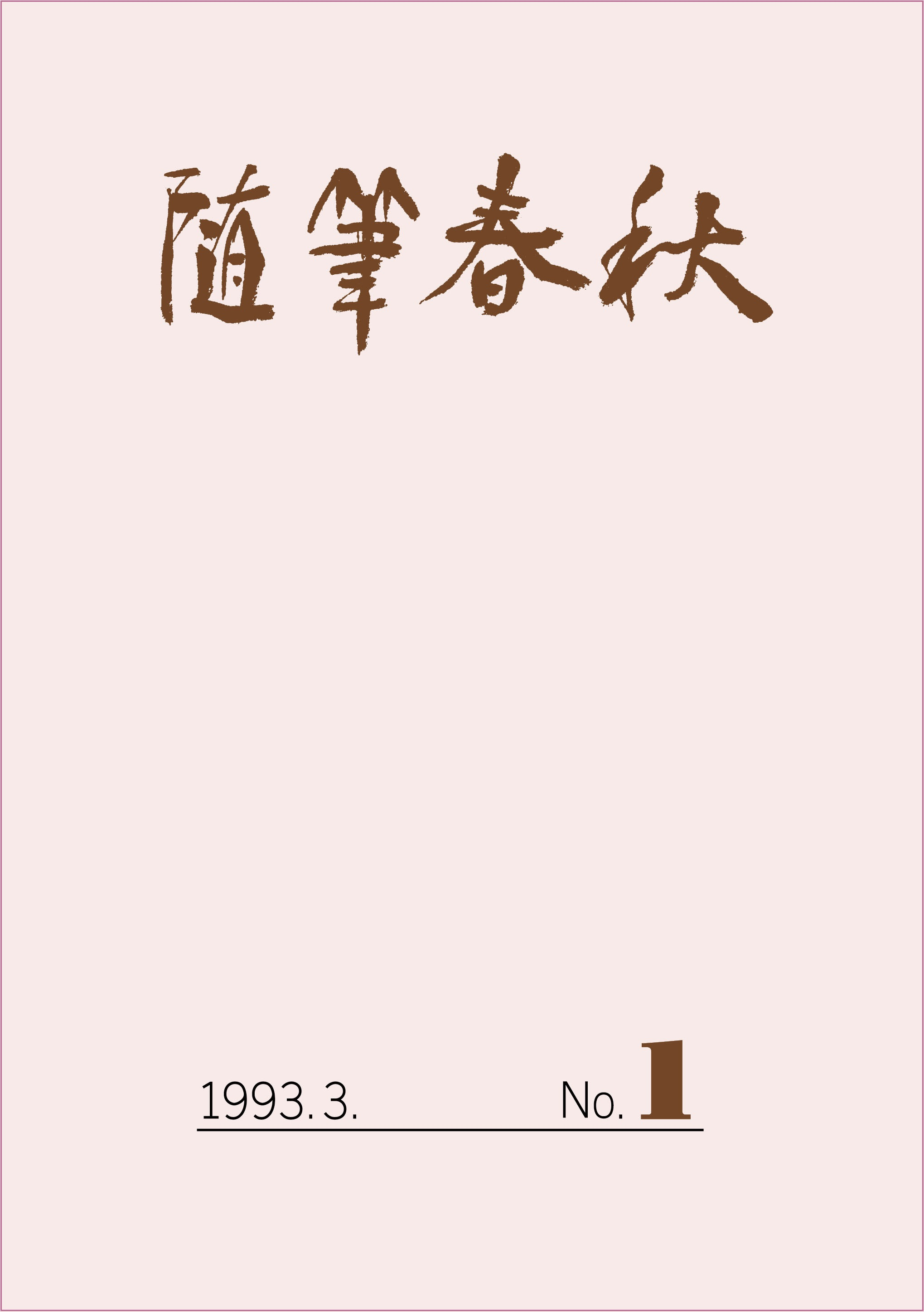
随筆春秋創刊号（1993年3月）、黎明期のシンプルな装丁